# Lothar Ehrlich (Germanist)
Lothar Ehrlich (* 25. Februar 1943 in Halle (Saale)) ist ein deutscher Germanist.

## Leben
Ehrlich absolvierte ein Studium der Germanistik und Geschichte an der Martin-Luther-Universität Halle-Wittenberg, wo er 1970 mit einer Arbeit zu Ludwig Achim von Arnim als Dramatiker zum Dr. phil. promovierte. Im Jahr 1980 erlangte er an der Martin-Luther-Universität Halle-Wittenberg die Habilitation mit einer Arbeit unter dem Titel: Rezeption und Wirkung Grabbes. Ein Beitrag zum Verständnis seines Werkes. Er war Dozent an der Pädagogischen Hochschule Erfurt und am Erfurter Theater; 1985 Professor für Geschichte der deutschen Literatur. Von 1986 bis 2008 war er Mitarbeiter der Nationalen Forschungs- und Gedenkstätten der klassischen deutschen Literatur in Weimar, ab 1991 bei der Stiftung Weimarer Klassik, ab 2003 bei der Klassik Stiftung Weimar und dort Leiter des Bereichs Forschungsförderung und Generaldirektor, Präsident 1990–1992; 1991–1999 Vizepräsident der Goethe-Gesellschaft; 1991–1995 Vorsitzender des Vorstandes der Deutschen Schillerstiftung; 2001–2003 Direktor des Goethe-Nationalmuseums in Weimar; seit 2001 Mitglied des Stiftungsrates der Novalis-Stiftung Oberwiederstedt; Mitherausgeber des Grabbe-Jahrbuchs. Ehrlich lebt in Weimar. Im Jahre 2001 übertrug ihm der Präsident der Klassikstiftung Weimar Hellmut Seemann die kommissarische Leitung des Goethe-Nationalmuseums. Ehrlich wurde ab 1987 ohne sein Wissen als Mitarbeiter des MfS geführt. Im Jahr 2008 erschien eine ihm gewidmete Festschrift.

## Werke (Auswahl)

### Monographien
- Ludwig Achim von Arnim als Dramatiker. Ein Beitrag zur Geschichte des romantisches Dramas, Diss., Halle-Wittenberg 1970;
- Rezeption und Wirkung Grabbes. Ein Beitrag zum Verständnis seines Werkes, Habilschrift, Halle-Wittenberg 1980;
- Christian Dietrich Grabbe. Leben, Werk, Wirkung, Berlin 1983;
- Christian Dietrich Grabbe. Leben und Werk, Leipzig 1986;
- Das Wunder von Lauchstädt : die Rettung und Neugestaltung der Historischen Kuranlagen und des Goethe-Theater 1966-1968, Verlag Bad Lauchstädt, Bad Lauchstädt 2023.

### Herausgeberschaften
- Friedrich Hebbel. Dramen, Leipzig 1988;
- Christian Dietrich Grabbe. Briefe, hg., mit Viktor Liebrenz, Bielefeld 1995;
- Weimar 1930. Politik und Kultur im Vorfeld der NS-Diktatur. hg. mit Jürgen John, Köln-Weimar-Wien 1998;
- Das Dritte Weimar. Klassik und Kultur im Nationalsozialismus, hg. mit Jürgen John und Justus H. Ulbricht, Weimar-Köln-Wien 1999;
- Vormärz und Klassik, hg. mit Hartmut Steinecke u. Michael Vogt, Bielefeld 1999;
- Ludwig Achim von Arnim. Werke und Briefwechsel. Historisch-kritische Ausgabe, hg. mit Roswitha Burwick, Heinz Härtl, Renate Moering, Ulf Rickleffs u. Christian Wingertszahn, Tübingen 2000ff.;
- Weimarer Klassik in der Ära Ulbricht, hg. mit Gunther Mai, Köln-Weimar-Wien 2000;
- Weimarer Klassik in der Ära Honecker, hg. mit Gunther Mai, Köln-Weimar-Wien 2001;
- Carl Alexander von Sachsen-Weimar-Eisenach, Erbe, Mäzen, Politiker, hg. mit Justus H. Ulbricht, Köln-Weimar-Wien 2004;
- Forschen und Bilden. Die Nationalen Forschungs- und Gedenkstätten der klassischen deutschen Literatur in Weimar 1953–1991, Köln-Weimar-Wien 2005;
- Friedrich Schiller. Der unterschätzte Theoretiker, hg. mit Georg Bollenbeck, Köln-Weimar-Wien 2007;
- Die Bildung des Kanons. Textuelle Faktoren – Kulturelle Funktionen – Ethische Praxis, hg. mit Judith Schildt und Benjamin Specht, Köln-Weimar-Wien 2007;
- Harald Gerlach. Dichter und Theatermann, hg. mit Kai Agthe, Weimar 2007;
- Im Herzen Europas. Nationale Identitäten und Erinnerungskulturen, hg. mit Detlef Altenburg und Jürgen John, Weimar, Köln-Weimar-Wien 2008;
- Ereignis Weimar-Jena. Gesellschaft und Kultur um 1800 im internationalen Kontext, hg. mit Georg Schmidt, Köln-Weimar-Wien 2008;